# Sampigny-lès-Maranges
Pour l’article homonyme, voir Sampigny.
Sampigny-lès-Maranges est une commune française située dans le département de Saône-et-Loire, en région Bourgogne-Franche-Comté.

## Géographie

### Géologie et relief
Village viticole situé dans la vallée de la Cozanne.

### Climat
Pour des articles plus généraux, voir Climat de la Bourgogne-Franche-Comté et Climat de Saône-et-Loire.
En 2010, le climat de la commune est de type climat océanique dégradé des plaines du Centre et du Nord, selon une étude du Centre national de la recherche scientifique s'appuyant sur une série de données couvrant la période 1971-2000. En 2020, Météo-France publie une typologie des climats de la France métropolitaine dans laquelle la commune est exposée à un climat océanique altéré et est dans la région climatique Bourgogne, vallée de la Saône, caractérisée par un bon ensoleillement (1 900 h/an), un été chaud (18,5 °C), un air sec au printemps et en été et des vents faibles.
Pour la période 1971-2000, la température annuelle moyenne est de 10,8 °C, avec une amplitude thermique annuelle de 17,4 °C. Le cumul annuel moyen de précipitations est de 803 mm, avec 12 jours de précipitations en janvier et 7,2 jours en juillet. Pour la période 1991-2020, la température moyenne annuelle observée sur la station météorologique de Météo-France la plus proche, « St-Maurice-lès-Couches_sapc », sur la commune de Saint-Maurice-lès-Couches à 5 km à vol d'oiseau, est de 11,5 °C et le cumul annuel moyen de précipitations est de 803,5 mm. 
La température maximale relevée sur cette station est de 40,4 °C, atteinte le 12 août 2003 ; la température minimale est de −16,7 °C, atteinte le 20 décembre 2009,,.
Les paramètres climatiques de la commune ont été estimés pour le milieu du siècle (2041-2070) selon différents scénarios d'émission de gaz à effet de serre à partir des nouvelles projections climatiques de référence DRIAS-2020. Ils sont consultables sur un site dédié publié par Météo-France en novembre 2022.

## Urbanisme

### Typologie
Au 1er janvier 2024, Sampigny-lès-Maranges est catégorisée commune rurale à habitat dispersé, selon la nouvelle grille communale de densité à sept niveaux définie par l'Insee en 2022.
Elle est située hors unité urbaine et hors attraction des villes,.

### Occupation des sols
L'occupation des sols de la commune, telle qu'elle ressort de la base de données européenne d’occupation biophysique des sols Corine Land Cover (CLC), est marquée par l'importance des territoires agricoles (78,9 % en 2018), une proportion identique à celle de 1990 (78,9 %). La répartition détaillée en 2018 est la suivante : cultures permanentes (60,1 %), prairies (18,7 %), forêts (16,5 %), zones urbanisées (4,6 %), terres arables (0,1 %). L'évolution de l’occupation des sols de la commune et de ses infrastructures peut être observée sur les différentes représentations cartographiques du territoire : la carte de Cassini (XVIIIe siècle), la carte d'état-major (1820-1866) et les cartes ou photos aériennes de l'IGN pour la période actuelle (1950 à aujourd'hui).

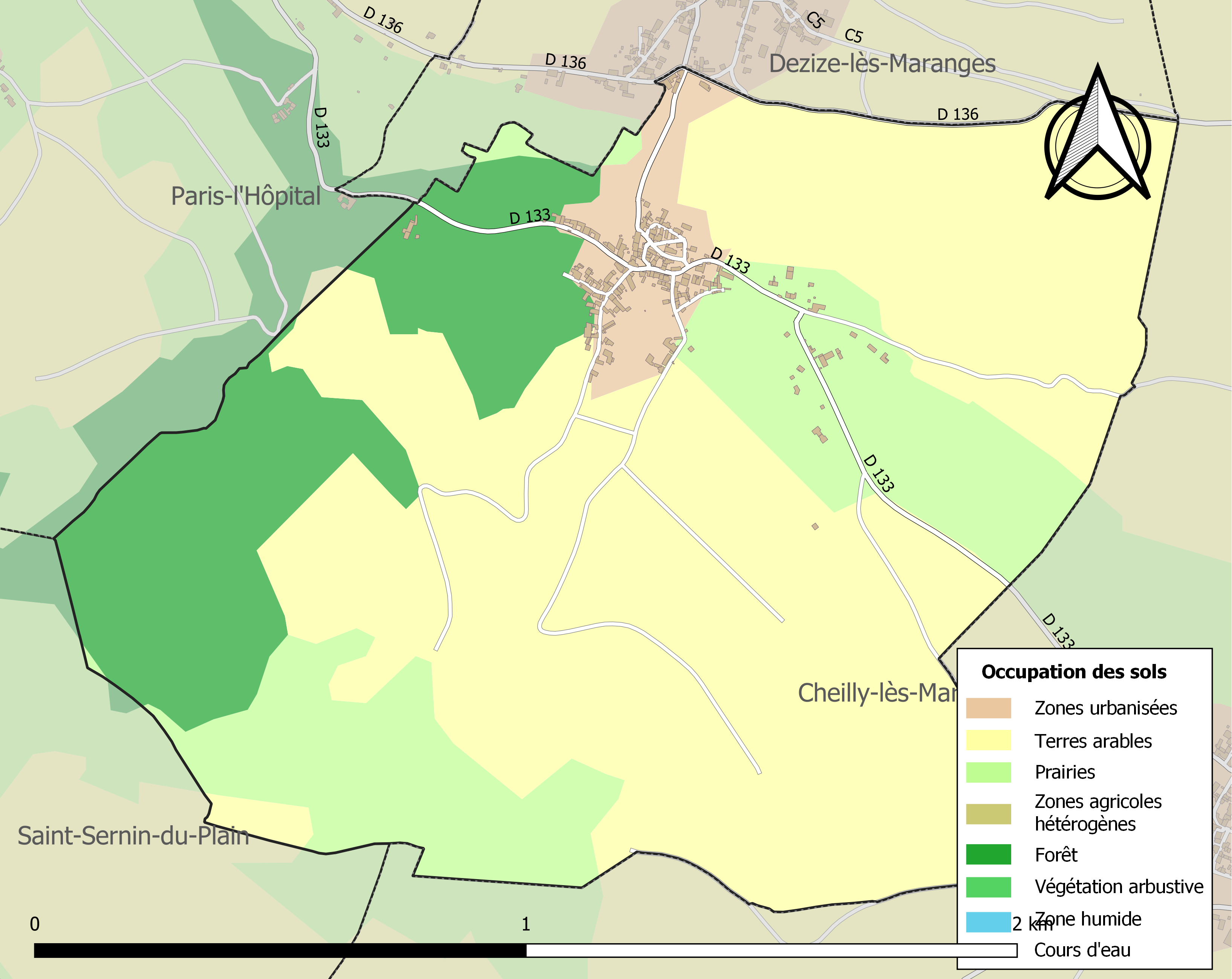
Carte des infrastructures et de l'occupation des sols de la commune en 2018 (CLC).

## Toponymie
Les anciens noms du village sont multiples, avant de porter son nom définitif, la commune a porté le nom de Simpiniacum, simponiacum, Solempiacum, Sampinicum.
Le nom Maranges aurait un lien étymologique avec mer, certainement à cause des nombreux fossiles que l'on retrouve dans le sol sédimentaire du vignoble.

## Histoire
- Traces de voie romaine, avec pont
- Ancienne annexe de Dezize-lès-Maranges.

## Politique et administration

### Listes des maires
| Période                                  | Période   | Identité         | Étiquette | Qualité |
| ---------------------------------------- | --------- | ---------------- | --------- | ------- |
| avant 1981                               | ?         | Henri Lavirotte  | DVG       |         |
| juin 1995                                | mars 2008 | Bernard Couard   |           |         |
| mars 2008                                | mars 2014 | Nicolas Aubague  | DLR       |         |
| mars 2014                                | en cours  | Catherine Girard | LR        |         |
| Les données manquantes sont à compléter. |           |                  |           |         |

### Canton et intercommunalité
La commune fait partie du Grand Chalon.

## Population et société

### Démographie

#### Évolution démographique
L'évolution du nombre d'habitants est connue à travers les recensements de la population effectués dans la commune depuis 1793. Pour les communes de moins de 10 000 habitants, une enquête de recensement portant sur toute la population est réalisée tous les cinq ans, les populations de référence des années intermédiaires étant quant à elles estimées par interpolation ou extrapolation. Pour la commune, le premier recensement exhaustif entrant dans le cadre du nouveau dispositif a été réalisé en 2006.

En 2022, la commune comptait 134 habitants, en évolution de −5,63 % par rapport à 2016 (Saône-et-Loire : −1,06 %, France hors Mayotte : +2,11 %).
| 1793 | 1800 | 1806 | 1821 | 1831 | 1836 | 1841 | 1846 | 1851 |
| ---- | ---- | ---- | ---- | ---- | ---- | ---- | ---- | ---- |
| 289  | 257  | 275  | 323  | 334  | 389  | 383  | 384  | 386  |

| 1856 | 1861 | 1866 | 1872 | 1876 | 1881 | 1886 | 1891 | 1896 |
| ---- | ---- | ---- | ---- | ---- | ---- | ---- | ---- | ---- |
| 353  | 380  | 371  | 387  | 368  | 371  | 356  | 413  | 341  |

| 1901 | 1906 | 1911 | 1921 | 1926 | 1931 | 1936 | 1946 | 1954 |
| ---- | ---- | ---- | ---- | ---- | ---- | ---- | ---- | ---- |
| 350  | 307  | 281  | 226  | 201  | 184  | 185  | 188  | 186  |

| 1962 | 1968 | 1975 | 1982 | 1990 | 1999 | 2006 | 2011 | 2016 |
| ---- | ---- | ---- | ---- | ---- | ---- | ---- | ---- | ---- |
| 193  | 169  | 158  | 152  | 160  | 155  | 154  | 165  | 142  |

| 2021 | 2022 | - | - | - | - | - | - | - |
| ---- | ---- | - | - | - | - | - | - | - |
| 137  | 134  | - | - | - | - | - | - | - |

### Enseignement
L'école de Sampigny-les-Maranges accueille les petite et moyenne sections de maternelles. Le reste de l'enseignement primaire est divisé entre Paris-l'Hôpital (grande section et cours préparatoire) et Cheilly-lès-Maranges (du cour élémentaire première année au cours moyen deuxième année) (au 1er septembre 2022).

## Culture locale et patrimoine

### Lieux et monuments
- Église XIXe, à clocher carré
- Chapelle XIIIe classée (IMH)
- Croix de pierre (IMH)
- Anciens moulins, en amont, sur la Cosanne, dont La Turbine (poterie, expositions, lieu culturel)
- Maisons vigneronnes anciennes, avec porche traditionnel
- Maison des moines
- Ancien pressoir banal

### Personnalités liées à la commune
- Sébastien Pocheron, ancien député du clergé aux États généraux de 1789, constituant, y est mort en 1826. Il était curé de Sampigny depuis 1803.

### Héraldique
|  | Les armes de la commune se blasonnent ainsi : D'azur à la croix ancrée d'or, à l'écusson du même chargé d'une grappe de raisin de gueules, brochant en abîme, chapé ployé d'argent chargé de deux feuilles de vigne aussi de gueules. |

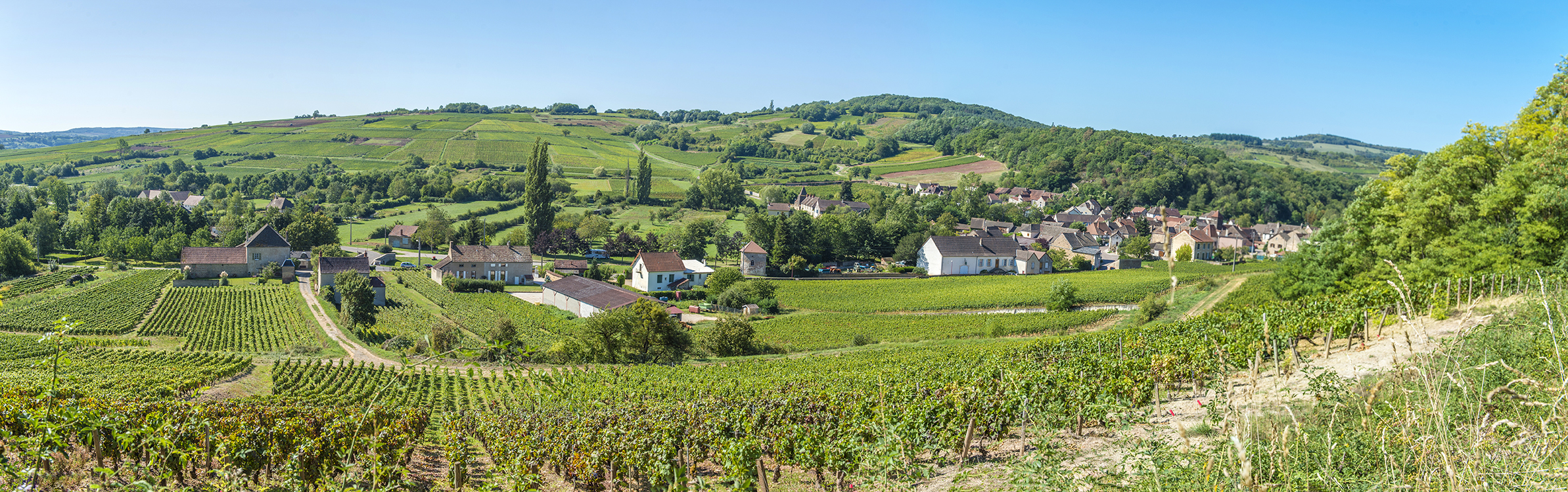

## Pour approfondir